# U.S. National Championships 1912
Gli U.S. National Championships 1912 (conosciuti oggi come US Open) sono stati la 32ª edizione degli U.S. National Championships e quarta prova stagionale dello Slam per il 1912. I tornei maschili si sono disputati al Newport Casino di Newport, quelli femminili e il doppio misto al Philadelphia Cricket Club di Filadelfia, negli Stati Uniti.
Il singolare maschile è stato vinto dallo statunitense Maurice McLoughlin, che si è imposto sul connazionale Wallace Ford Johnson in 5 set col punteggio di 3–6, 2–6, 6–2, 6–4, 6–2. Il singolare femminile è stato vinto dalla statunitense Mary Browne, che ha battuto in finale in 2 set la connazionale Eleonora Sears. Nel doppio maschile si sono imposti Maurice McLoughlin e Tom Bundy. Nel doppio femminile hanno trionfato Dorothy Green e Mary Browne. Nel doppio misto la vittoria è andata a Mary Browne, in coppia con Richard Williams.

## Seniors

### Singolare maschile
Maurice McLoughlin ha battuto in finale  Wallace Johnson con il punteggio di 3–6, 2–6, 6–2, 6–4, 6–2.

### Singolare femminile
Mary Browne ha battuto in finale  Eleonora Sears con il punteggio di 6–4, 6–2.

### Doppio maschile
Maurice McLoughlin /  Tom Bundy hanno battuto in finale  Raymond Little /  Gustave Touchard con il punteggio di 3–6, 6–2, 6–1, 7–5.

### Doppio femminile
Dorothy Green /  Mary Browne hanno battuto in finale  Maud Barger-Wallach /  Mrs. Frederick Schmitz con il punteggio di 6–2, 5–7, 6–0.

### Doppio misto
Mary Browne /  Richard Williams hanno battuto in finale  Eleonora Sears /  William Clothier con il punteggio di 6–4, 2–6, 11–9.